# Prosper Ménière

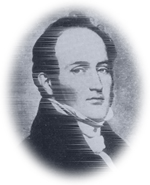
Prosper Ménière

Prosper Ménière (ur. 18 czerwca 1799 w Angers, zm. 7 lutego 1862) – francuski lekarz kojarzony z opisanym przez niego zespołem Ménière’a.
Ménière ukończył studia medyczne w Hôtel-Dieu de Paris w 1826 roku oraz w 1828 obronił doktorat pod okiem Guillaume’a Dupuytrena. Pracował jako asystent na wydziale, ale ówczesne napięcia polityczne we Francji zakłóciły rozwój jego kariery. Został skierowany do walki z szerzącą się epidemią cholery. Po objęciu funkcji ordynatora zakładu dla głuchoniemych w 1838 skupił się na badaniach nad chorobami ucha, które pomogły mu opracować publikację On a particular kind of hearing loss resulting from lesions of the inner ear, co ostatecznie doprowadziło do opisania w 1861 idiopatycznego wodniaka błędnika znanego dziś jako choroba Ménière’a.
Pomimo swego znacznego wkładu rozwój medycyny i uhonorowania najwyższym odznaczeniem nadawanym przez francuski rząd – Legią Honorową, nigdy nie udało mu się osiągnąć stopnia profesorskiego.